# Gremory

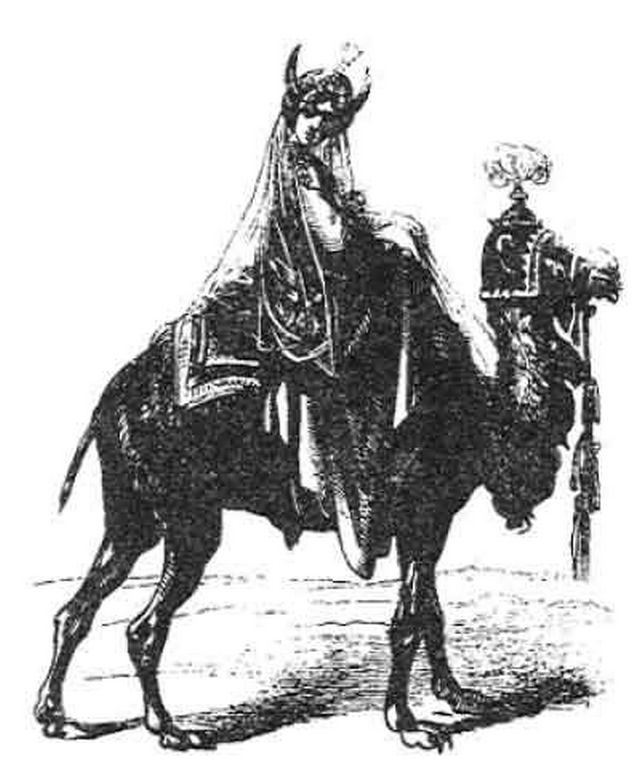
Illustration du démon Gremory dans le Dictionnaire Infernal de Collin de Plancy (6^{e} édition, 1863)

Gremory ou Gemory est un démon issu des croyances de la goétie, science occulte de l'invocation d'entités démoniaques.
Le Lemegeton le mentionne en 56ème position de sa liste de démons. Selon l'ouvrage, Gremory est un puissant duc de l'enfer se présentant sous l'apparence d'une très belle femme. Il porte une couronne de duchesse et possède un chameau pour monture. Son rôle est de révéler les choses du passé, du présent et de l'avenir. Il peut donner l'emplacement de trésors cachés et générer l'amour d'un homme pour une femme. Il dirige 26 légions infernales.

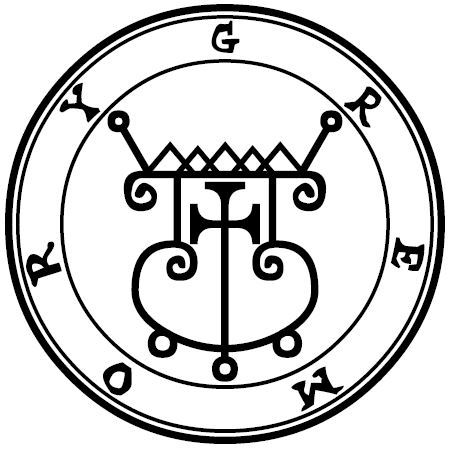
Le sceau de Gremory selon Mathers.

La Pseudomonarchia Daemonum le mentionne en 51e position de sa liste de démons et lui attribue des caractéristiques similaires.

## Gremory dans la culture

### Livres
- Dans la série de light novels High School DxD, Gremory est le nom de famille de Rias, une jeune démone vivant dans le monde humain.